# Exodus (film, 1960)
Pour les articles homonymes, voir Exodus.
Pour plus de détails, voir Fiche technique et Distribution.
Exodus est un film américain de genre épique d'Otto Preminger, sorti en 1960.
Tiré du roman éponyme de Leon Uris publié en 1958, le film dépeint de façon assez libre les événements associés à la fondation de l'État d'Israël, à partir de l'aventure du navire Exodus jusqu'au vote du plan de partage de la Palestine en 1947, terreau de la guerre israélo-arabe qui s'ensuivit.

## Synopsis
En 1947, plusieurs centaines de réfugiés juifs, rescapés de l'Holocauste, désirent à tout prix rejoindre la Palestine. Ayant tout perdu, arriver en Israël est leur unique espoir. Cependant, les rescapés n'ont pas de certificat d'immigration pour la Palestine et sont arrêtés par les Marine britanniques en mer. Les troupes britanniques les parquent dans des camps d'internement pour réfugiés juifs dressés sur l'île de Chypre, en attendant une décision, sans doute leur renvoi en Allemagne. Pour administrer ces camps britanniques chypriotes, les organisations sionistes envoient des responsables de Palestine.  
Une Américaine, Kitty Fremont, récente veuve d'un ami du commandant des forces britanniques de Chypre, le général Sutherland, fait un long périple dans le Commonwealth. Sur proposition de Sutherland, elle offre son aide aux réfugiés en tant qu'infirmière. Sutherland montre à l'égard des réfugiés plus de compassion que ses subordonnés et refuse d'abord de les renvoyer en Europe. De leur côté, les réfugiés, qui sont alors 30 000, supportent mal la tutelle des autorités, qu'elles soient britanniques ou juives. Ari Ben Canaan, un membre de la Haganah, importante organisation paramilitaire juive, s'infiltre clandestinement à Chypre où il est accueilli par les sionistes dirigeant le camp. Il a un plan : faire prendre la mer aux 611 derniers arrivés du navire l'Étoile de David, et les emmener rapidement en Palestine. La rapidité et l'ampleur de cette opération, comparé aux exfiltrations habituelles de groupes composés tout au plus d'une dizaine de personnes, répondent à un double impératif : faire en sorte que l'opération soit terminée avant que l'ONU ne se prononce sur le statut et le partage de la Palestine, lors de la session alors en cours. En effet, l'évasion en masse de personnes à peine internées peut faire pencher la balance en faveur des réfugiés et des sionistes. Ils seront aidés dans leur tâche par Mandria, chypriote et désireux de l'indépendance de son île. Ben Canaan se méfie toutefois de tous ceux qui ne sont pas juifs. 
L'infirmière Fremont se rapproche de la jeune Karen Hansen, au point de pouvoir la faire sortir du camp pour quelques heures, après demande auprès de Sutherland. S'étant prise d'affection pour elle, elle souhaiterait l'emmener en Amérique, mais Karen n'est pas aussi enthousiaste et espère encore que son père, peut-être encore en vie, puisse la rejoindre. De son côté, Mandria fournit à Ari un vieux navire, l'Olympia, qui sera commandé par le capitaine Hank Schlosberg. Ben Canaan se fait passer pour un officier britannique, qu'il a été, de la compagnie du train et se présente avec de faux ordres pour déplacer les réfugiés qu'il souhaite faire embarquer. Les autorités britanniques exécutent ses ordres sans soupçon, d'autant plus qu'en raison des efforts logistiques qu'exige la densité de leur nombre dans le camp, certains officiers sont soulagés de voir les réfugiés partir. Cependant, Kitty Fremont demande que Karen lui soit remise puisque cette dernière avait accepté son offre. C'est alors que Sutherland comprend que le soi-disant capitaine Ben Canaan est un imposteur portant des ordres falsifiés, contresignés par son second, le major Caldwell. Le major, fortement antisémite, est sommé par le général de réparer l'erreur qu'il a commise. Caldwell réagit rapidement en bloquant la sortie du port de l'Olympia. Toutefois, Ben Canaan le force à laisser passer le navire en menaçant de le saborder dans le port si un seul soldat britannique monte à bord.
Sutherland demande alors des instructions à Londres : deux ans auparavant, la Haganah a exercé le même chantage et fini par faire exploser un autre cargo retenu à Chypre de la même façon. Fremont demande alors à rencontrer Karen pour comprendre ce qui se passe. Karen ne veut pas quitter le bateau même si Kitty lui propose de partir avec elle en Palestine de leur côté. Sutherland prend contact avec Ben Canaan et l'avertit que sans pour autant que les forces britanniques arraisonnent le navire ; la sortie du port reste impossible tant que l'ONU n'a pas voté même si les vivres et les médicaments nécessaires sont tout de même fournis. Les réfugiés doivent prendre une décision : la grève de la faim est proposée et votée, et 23 passagers repartent volontairement pour le camp. Le navire, rebaptisé Exodus, arbore désormais le drapeau d'Israël. L'eau douce est rationnée, et la toilette est faite à l'eau de mer. Les réfugiés écoutent tous les jours les nouvelles : présentation du rapport sur la situation palestinienne auprès de la commission de l'ONU, dont la conclusion est toujours retardée, pendaison de membres de l'Irgoun à Acre. À terre, Madria fait de la publicité pour cette action, tout en collectant des vivres pour la Croix-Rouge, en espérant un départ prochain.
Après une discussion entre eux, Sutherland part pour Londres faire un rapport en faveur des réfugiés, et Fremont monte à bord de l’Exodus afin de remplacer le médecin juif du bateau, décédé, et prendra également part à la grève de la faim. Après quelques jours, Sutherland est relevé de ses fonctions à Chypre à sa demande. Le gouvernement britannique accepte par ailleurs l'appareillage du bateau et le transport des réfugiés jusqu'en Palestine.
À leur arrivée en Palestine, Fremont se rend au consulat pour clarifier sa propre situation. Karen est dirigée vers le kibboutz de Gan Dafna (dans la vallée de Jezreel), dirigé par Barak Ben Canaan, le père d'Ari, et fondé grâce à Kamal, mukhtar du village arabe voisin, dont le fils, Taha, est désormais le nouveau mukhtar. Un compagnon de Karen, Dove Landau, qui devait rejoindre Dafna, tente de s'engager dans l'Irgoun. Ce dernier est arrêté par la police mais libéré rapidement par les Britanniques, qui ne retiennent aucune charge contre lui. Il finit tout de même par rejoindre l'Irgoun, et après un interrogatoire, où il est obligé de relater l'ensemble de ses souvenirs d'Auschwitz, il est accepté par Akiva Ben Canaan, frère de Barak, et un des dirigeants de l'organisation armée. Une rencontre entre Akiva et Ari est organisée peu après, de manière secrète et prudente, la Haganah et l'Irgoun, bien que luttant pour le même but, n'apprécaent pas leurs méthodes respectives. Ari est chargé de convaincre Akiva de cesser son activité terroriste et d'accepter une alliance entre les deux factions si l'ONU accepte le plan de partage de la Palestine afin de lutter ensemble contre les forces arabes. Les deux hommes se séparent sur un constat d'échec.
Ari emmène ensuite Fremont, dont il est tombé amoureux, à la ferme de son père. Elle fait la rencontre de sa mère et surtout de sa sœur, Jordana, qui l'amène à Gan Dafna, où elle loge auprès de Karen. La jeune fille lui montre la statue de Dafna, une jeune combattante massacrée à 17 ans par les Arabes à laquelle le nom du kibboutz fait référence. Elle fut également l'unique amour d'Ari. Kitty explique à Ari qu'elle s'est sentie étrangère à tout point de vue vis-à-vis de sa famille et qu'elle souhaiterait prendre un peu de recul. Peu après, Ari retrouve le père de Karen et l'accompagne, le voir avec Karen. Le père, catatonique, est dans un hôpital, mais Karen n'est pas découragée pour autant. Au même moment, l'hôtel du Roi David est victime d'un attentat de l'Irgoun, détruisant toute son aile sud, mais les soldats britanniques suivent de près les auteurs, notamment Dove. Lorsque celui-ci rejoint Akiva et le reste de ses camarades, les Britanniques interviennent et les arrêtent tous. Dove arrive toutefois à s'échapper, mais Akiva et les autres sont condamnés à la peine de mort et enfermés à Acre. La Haganah et l'Irgoun mettent alors leurs différends de côté et s'accordent pour faire évader les condamnés, ainsi que les autres membres des deux organisations enfermés dans la prison. Dove accepte de se rendre aux autorités afin d'être enfermé avec les autres et de les prévenir.
La préparation de l'attaque de la prison se fait petit à petit : les familles des prisonniers leur transmettent au compte-goutte des messages et du matériel. Le jour de l'attaque de la citadelle, les combattants sionistes investissent les différents bâtiments autour de celle-ci, et l'attaque est lancée de l'intérieur alors qu'une partie de la garnison est en repos. Les juifs empêchent, en faisant exploser certains passages, une partie de la troupe de rejoindre la forteresse. Dove, d'un côté, et Ari, de l'autre, font exploser une des fenêtres de la prison, et les prisonniers peuvent enfin sortir. Akiva est transporté en voiture par Ari, mais les deux sont blessés gravement lors du passage d'un barrage, et Akiva décède peu après. Ari retourne à Gan Dafna, où il est soigné par Kitty, et transporté, inconscient, dans le village arabe voisin (chez Taha, dont il avait autrefois sauvé la vie) lorsque les Britanniques fouillent le kibboutz. Ceux-ci repartent après avoir arrêté le médecin du camp chez lequel une importante cache d'armes a été trouvée. Kitty reste seule à soigner Ari.
Le kibboutz apprend en direct que le vote du partage à l'ONU a réuni plus des deux tiers des voix : le départ des forces britanniques et l'indépendance de deux États, l'un juif et l'autre arabe, est votée. Barak fait un discours appelant au calme envers les troupes britanniques, dont il salue l'humanité, et un appel à la population palestinienne, implorant leur amitié et leur confiance, afin de former un seul État, contrairement à ce que leur demande le grand mufti de Jérusalem. Taha doute des conditions d'égalité promises par Barak. Kitty décide elle de rester aux côtés d'Ari, mais le mufti refuse de reconnaître la décision de l'ONU et souhaite exterminer tous les juifs de Palestine. Il souhaite traverser la vallée de Jezreel afin de se rendre à sa capitale, Safed, et ordonne à Taha d'appuyer son conseiller Von Storch, qui a pour tâche d'attaquer Dafna. Taha prévient Ari de l'attaque mais refuse de lutter à ses côtés contre les autres Arabes. De son côté, Dove rejoint enfin Dafna, au moment où l'attaque sur Safed est détectée. Les Britanniques refusant de rendre les armes confisquées à Gan Dafna, Ari décide de faire fuir les enfants de moins de 13 ans (150 alors) en les faisant passer par le mont Thabor, de nuit. De son côté, le Palmah amène de nombreux camions, contenant seulement soixante hommes mais faisant tout de même illusion, à Gan Dafna. Malgré cela, Karen est capturée alors qu'elle vient de quitter Dove, en poste avancé hors du kibboutz.
Ari revient à l'aube et prépare l'attaque du village arabe, qui a l'air d'avoir été vidé de sa population, mais Taha a été pendu et son corps marqué de l'étoile de David. Karen, morte, est également retrouvée dans les alentours. Les deux sont enterrés devant le kibboutz. Ari, en l'absence de religieux, prononce la prière pour les deux morts. Il jure que malgré les combats qui ont lieu tout autour, les Juifs et les Arabes partageront en vie cette terre qu'ils ont déjà partagée dans la mort. Les habitants de Gan Dafna, Ari et Kitty en tête, partent dans les camions pour rejoindre le lieu des combats.

## Fiche technique
- Titre original : Exodus
- Titre français :  Exodus
- Réalisation : Otto Preminger, assisté de George Cosmatos
- Scénario : Dalton Trumbo d'après le roman homonyme de Leon Uris
- Musique : Ernest Gold
- Direction artistique : Richard Day
- Costumes : Hope Bryce
- Photographie : Sam Leavitt, assisté d'Ernest Day (cadreur)
- Son : John Cox, Paddy Cunningham et Red Law
- Montage : Louis R. Loeffler
- Production : Otto Preminger
- Société de production : Otto Preminger Films, Carlyle Productions
- Société de distribution : United Artists
- Budget : 4 500 000 $
- Pays de production :  États-Unis
- Langue originale : anglais
- Format : couleurs - 2,35:1 - 35 mm - son mono
  - Copies 70 mm - 2,20:1 - son stéréo 6 pistes
- Genre : drame historique
- Durée : 208 minutes
- Dates de sortie :
  - États-Unis : 15 décembre 1960
  - France : 17 mai 1961 (sortie nationale)

## Distribution
- Paul Newman (VF : Marcel Bozzuffi) : Ari Ben Canaan
- Eva Marie Saint (VF : Nelly Benedetti) : Kitty Fremont
- Ralph Richardson (VF : Jacques Berlioz) : le général Sutherland
- Peter Lawford (VF : Jean-Henri Chambois) : le major Caldwell
- Lee J. Cobb (VF : Abel Jacquin) : Barak Ben Canaan
- Sal Mineo (VF : Albert Augier) : Dov Landau
- John Derek (VF : Roland Ménard) : Taha
- Hugh Griffith (VF : Serge Nadaud) : Mandria
- Gregory Ratoff (VF : Alexandre Rignault) : Lakavitch
- Felix Aylmer (VF : Maurice Pierrat) : le docteur Lieberman
- David Opatoshu (VF : Jacques Dumesnil) : Akiva Ben Canaan
- Jill Haworth (VF : Sophie Leclair) : Karen Hansen
- Marius Goring (VF : Jacques Muller) : Von Storch
- Alexandra Stewart (VF : Anne Carrère) : Jordana Ben Canaan
- Michael Wager (en) (VF : Jacques Ferrière) : David Ben Ami
- Martin Benson : Mordekai
- Paul Stevens (VF : Georges Atlas) : Reuben
- Betty Walker : Sarah
- Martin Miller : le docteur Odenheim
- Peter Madden : le docteur Clement
- George Maharis : Yoav
- John Crawford (VF : Jean Amadou) : le capitaine Hank Schlosberg
- Mark Burns : le lieutenant O'Hara
- Joseph Fürst : Avidan
- Esther Reichstadt (VF : Claude Chantal) : Mme Hirschberg
- Zeporah Peled : Mme Frankel
- Philo Hauser : Novak
- Dahn Ben Amotz : Uzi
- Samuel Segal : le contact de Dov
- Victor Maddern : un sergent
- Ralph Truman : un colonel
- Paul Stassino (VF : Serge Sauvion) : le guide à Chypre
- Paul L. Smith : Peretz Geffner

## Production

### Scénario

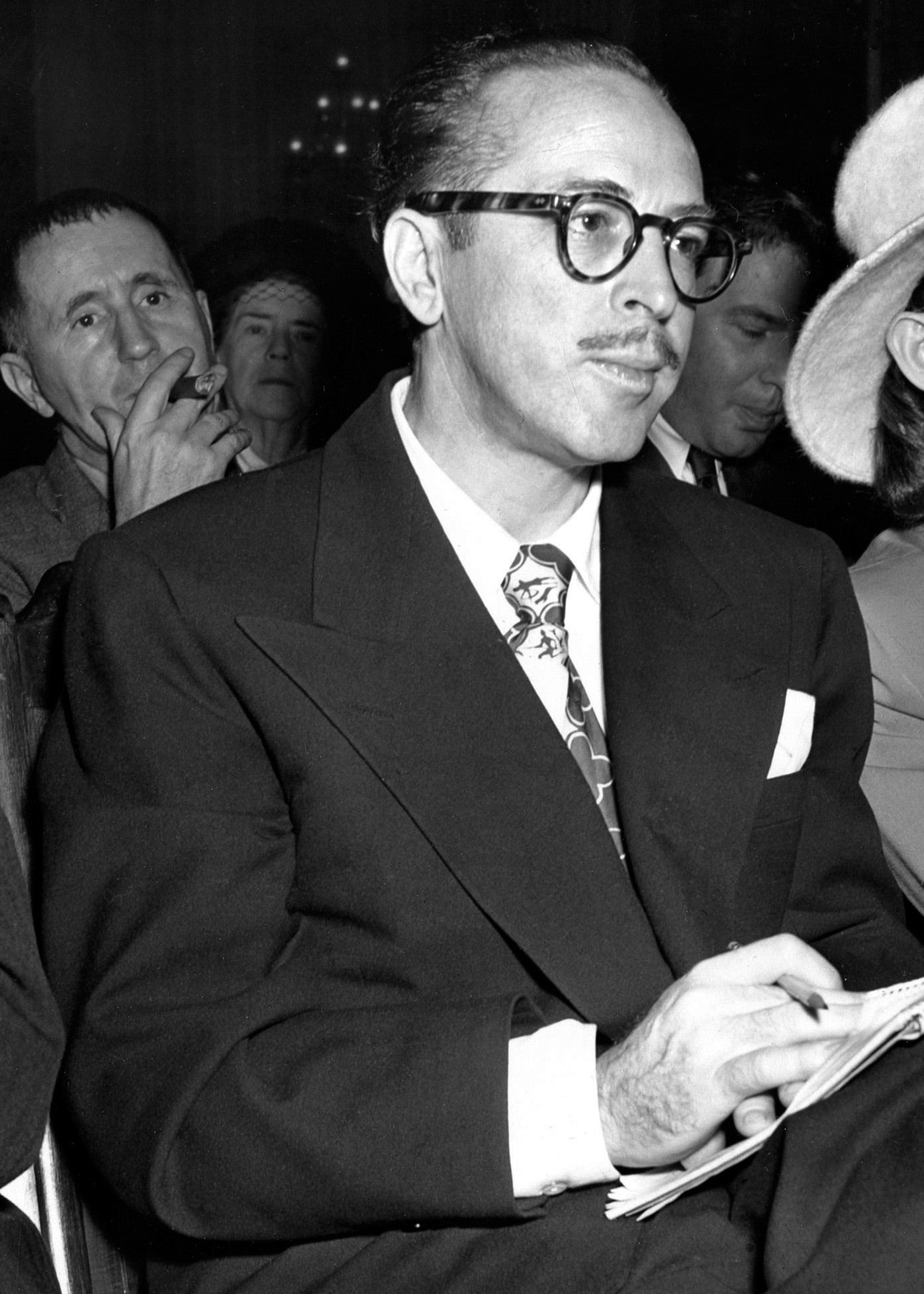
En demandant l'inscription de Dalton Trumbo au générique du film, Otto Preminger lui permet de sortir de la liste noire de Hollywood.

Bien que le scénario du film soit tiré du roman homonyme publié par Leon Uris en 1958, Exodus était à l'origine un scénario commandé à Uris en 1956 par Dore Schary, un producteur de la MGM. À l'époque, Uris vit à Hollywood où il travaille comme scénariste. Il a déjà écrit le scénario d'un film à succès, Le Cri de la victoire (1955), tiré du roman homonyme qu'il a publié en 1953, et va écrire celui de Règlements de comptes à OK Corral (1957). L'avance reçue de la MGM lui permet de financer les recherches documentaires qu'il entreprend pour Exodus,. En octobre 1956, Schary quitte la MGM, le studio se désintéresse du projet et Uris en fait un livre. Preminger, qui lit le manuscrit en 1958, déclarera plus tard avoir « immédiatement su qu'il ferait le film »,.
Faisant valoir l'image négative du sujet auprès du public arabe, voire britannique, Preminger achète à MGM les droits d'exploitation cinématographique pour 75 000 dollars, négocie avec Arthur Krim de United Artists un budget de 3,5 millions de dollars et annonce le projet du film en mai 1958, peu avant la parution du livre. Uris et Preminger entament une collaboration sur le scénario du film, qui tourne vite à l'échec, Uris se plaignant que son projet ne soit pas compris, et Preminger blâmant les dialogues d'Uris et son approche partisane du sujet. En janvier 1959, Uris quitte le projet ; il est remplacé en mai par Albert Maltz, un scénariste inscrit sur la liste noire de Hollywood.
Bien que Preminger ait été très désireux d'avoir le nom de Maltz au générique du film, ce qui pousse Matthew Bernstein à considérer qu'il tenait à être le premier à braver l'interdiction de la liste noire, il n'est pas satisfait de son scénariste, qu'il juge trop lent, ou du scénario de 400 pages de celui-ci, qu'il trouve trop long et trop romanesque, et met fin en décembre 1959 à cette collaboration.
En janvier 1960, Preminger rend public le fait qu'il a confié le scénario à Dalton Trumbo, un autre des « Dix d'Hollywood ». Un article publié par le New York Times annonce que Trumbo, condamné en 1947 pour avoir « refusé de témoigner » devant la commission des activités anti-américaines, est l'auteur du scénario du film à venir et que Preminger a décidé de lui donner « bien entendu le crédit au générique qu'il mérite amplement », précisant : « après que Leon Uris a écrit la première adaptation de son livre, je me suis mis en rapport avec M. Trumbo et j'y travaille avec lui depuis juillet ». Preminger et Trumbo affirmeront cependant plus tard avoir commencé à collaborer sur le film en décembre 1959, non en juillet, comme Preminger l'avait d'abord déclaré.

## Accueil

### Musique
La bande originale du film, composée par Ernest Gold, a reçu de nombreux prix parmi lesquels le Grammy Award de la meilleure chanson de l'année pour le thème principal Exodus, bien qu'il soit uniquement instrumental.
Des paroles furent ajoutées par la suite, reprises ou adaptées par de nombreux artistes dont Pat Boone et Andy Williams en anglais, Édith Piaf et Michèle Torr en français (sous le titre Ils sont partis), mais aussi The Skatalites (un groupe qui avait l'habitude d'adapter à la mode jamaïcaine d'autres musiques de films classiques comme celles de James Bond ou du Troisième Homme), Monty Alexander, Secret Chiefs 3 ou encore le pianiste Maksim Mrvica.
Le morceau Fight for Survival est utilisé comme sample inversé pour la chanson Porcelain de Moby.

## Distinctions

### Avant première
- Festival de Cannes 1961 : présentation hors compétition le 3 mai 1961[11],[12].

### Récompenses
- Oscars 1961 : Oscar de la meilleure musique de film pour Ernest Gold.
- Golden Globes 1961 : Meilleur acteur dans un second rôle pour Sal Mineo.
- Grammy Awards 1961 :
  - Grammy Award de la chanson de l'année
  - Grammy Award de la meilleure bande originale pour Ernest Gold.

### Nominations
- Oscars 1961 :
  - nomination à l'Oscar du meilleur acteur dans un second rôle pour Sal Mineo.
  - nomination à l'Oscar de la meilleure photographie pour Sam Leavitt.

## Critique historique

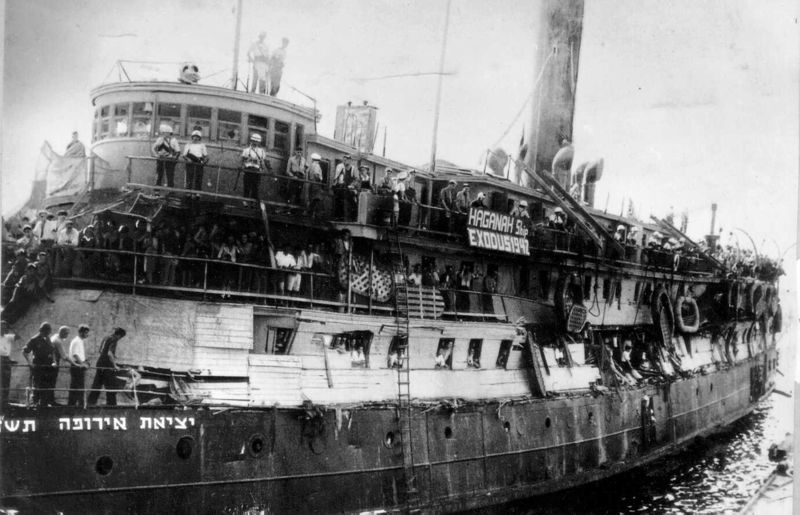
Le véritable navire Exodus en 1947.

Tant le film d'Otto Preminger que le roman de Leon Uris, dont il s'inspire, prennent de grandes libertés avec le récit historique de l’Exodus et avec le conflit israélo-arabe à l'époque.
Dans l'œuvre de Leon Uris, les personnages principaux sont tous inventés, et de plus, les événements ne correspondent généralement pas à la réalité. Ainsi, dans le livre, un vaisseau, l’Étoile de David, est intercepté au large de la Palestine et ses passagers sont transférés dans des camps d'internement pour réfugiés juifs à Chypre. L’Exodus devient dans le roman le navire qu'un agent de la Haganah, Ari Ben Canaan (interprété par Paul Newman), achète pour transporter les réfugiés de l’Étoile de David en Palestine. Après plusieurs péripéties audacieuses et l'illustration d'antisémitisme de certains officiers britanniques, l’Exodus arrivera en Palestine à la veille du vote du Plan de Partage de la Palestine.
Dans la réalité, le navire fut intercepté en 1947 au large de Haïfa par les autorités britanniques, et ses passagers furent tout d'abord transférés à Port-de-Bouc, en France, puis redéployés dans des camps de déportés en Allemagne. Ce n'est qu'en 1948, après l'établissement de l'État d'Israël, qu'une première partie des réfugiés de l’Exodus parvint en Palestine.
L'attentat de l'hôtel King David eut lieu avant l'affaire de l'Exodus, en juillet 1946, et non en juillet 1947 comme montré dans le film. Il causa notamment la fin du « Mouvement de la révolte hébraïque », réunion de la Haganah, de l'Irgoun, et du Lehi : la Haganah quitta ce mouvement après l'attentat, en protestation contre cette action. De même, l'attaque de la prison d'Acre eut lieu en mai 1947, toujours avant l'affaire de l'Exodus, et fut montée entièrement par l'Irgoun.
La tentative de prise de Safed est montrée comme une attaque arabe alors que la ville a été prise par les forces juives en mai 1947 et sa population arabe expulsée.
La principale critique de l'historien Larry Portis est que ce film ne présente qu'un côté du conflit en montrant comment quelques rares membres de la Haganah, peu armés mais courageux et unis, parviennent à empêcher l'attaque d'un kibboutz par des Arabes, fanatisés et encadrés par d'anciens soldats du Troisième Reich alors que les Britanniques refusent d'intervenir. Les Arabes ne tueront que deux personnes autour du camp : l'innocente et très blonde Karen, tuée dans la nuit, et le mukhtar du village arabe voisin, Taha, ami d'enfance d'Ari Ben Canaan. Le village arabe est d'ailleurs mystérieusement abandonné, ce qui permet aux jeunes sionistes de se lancer à la défense de Safed, dont on entend l'attaque dans le lointain.